# Département de Paso de Indios
Le département de Paso de Indios est une des 15 subdivisions de la province de Chubut en Argentine. Son chef-lieu est la petite ville de Paso de Indios.
Le département a une superficie de 22 300 km2. Sa population était de 1 905 habitants, selon le recensement de 2001.
Dans le département, se trouve également la localité de Los Altares.

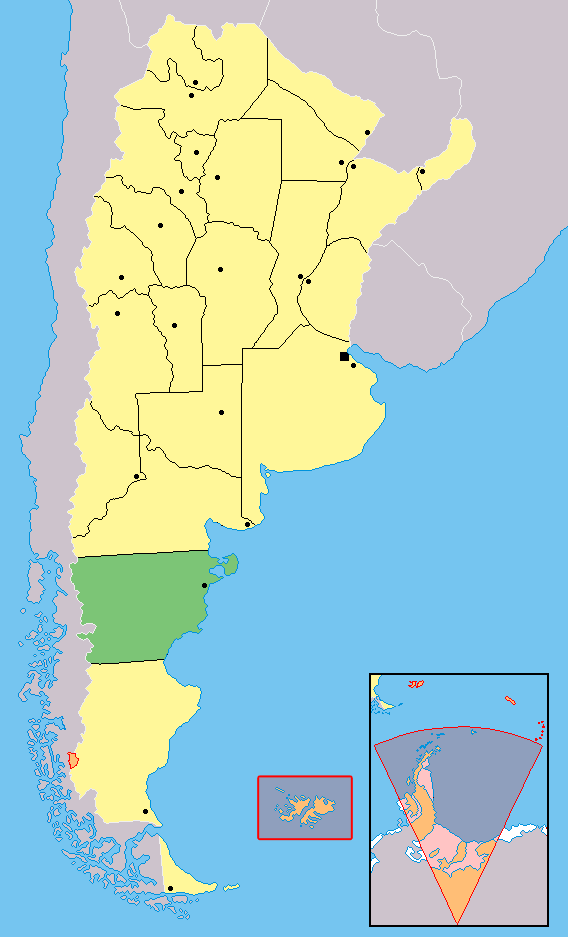
Localisation de la province de Chubut.

## Localités
- Los Altares
- Cerro Cóndor
- Paso de Indios